# Едуардо Фрей Монтальва
Едуардо Никанор Фрей Монтальва (ісп. Eduardo Nicanor Frei Montalva; 16 січня 1911 — 22 січня 1982) — чилійський політичний діяч, 28-й президент Чилі з 1964 по 1970 рік.

## Біографічні відомості
Едуардо Фрей Монтальва народився в 1911 році в Сантьяго. Його батько — німець, емігрант з Швейцарії. Едуардо Фрей Монтальва отримав юридичну освіту в Католицькому університеті в 1933 році. Політичну діяльність почав у Консервативній партії, в 1938 році став лідером Національного руху консервативної молоді, перетвореного в цьому ж році в партію Національна фаланга. Викладав в Католицькому університеті. У 1937—1945 роках член палати депутатів. У 1945—1946 роках міністр громадських робіт і дорожнього будівництва. У 1949—1964 роках сенатор.
Після створення в 1957 році Християнсько-демократичної партії на базі Національної фаланги і Соціал-християнської консервативної партії став її лідером. У 1958 році кандидат в президенти, який набрав 20,7 % голосів і посів третє місце.
Його старший син Едуардо Фрей Руіс-Тагле також був президентом Чилі 1994—2000 роках.